# Ammophila rugicollis
Ammophila rugicollis är en biart som beskrevs av Gussakovskij 1930. Ammophila rugicollis ingår i släktet Ammophila och familjen grävsteklar. Inga underarter finns listade i Catalogue of Life.